# 푸푸사

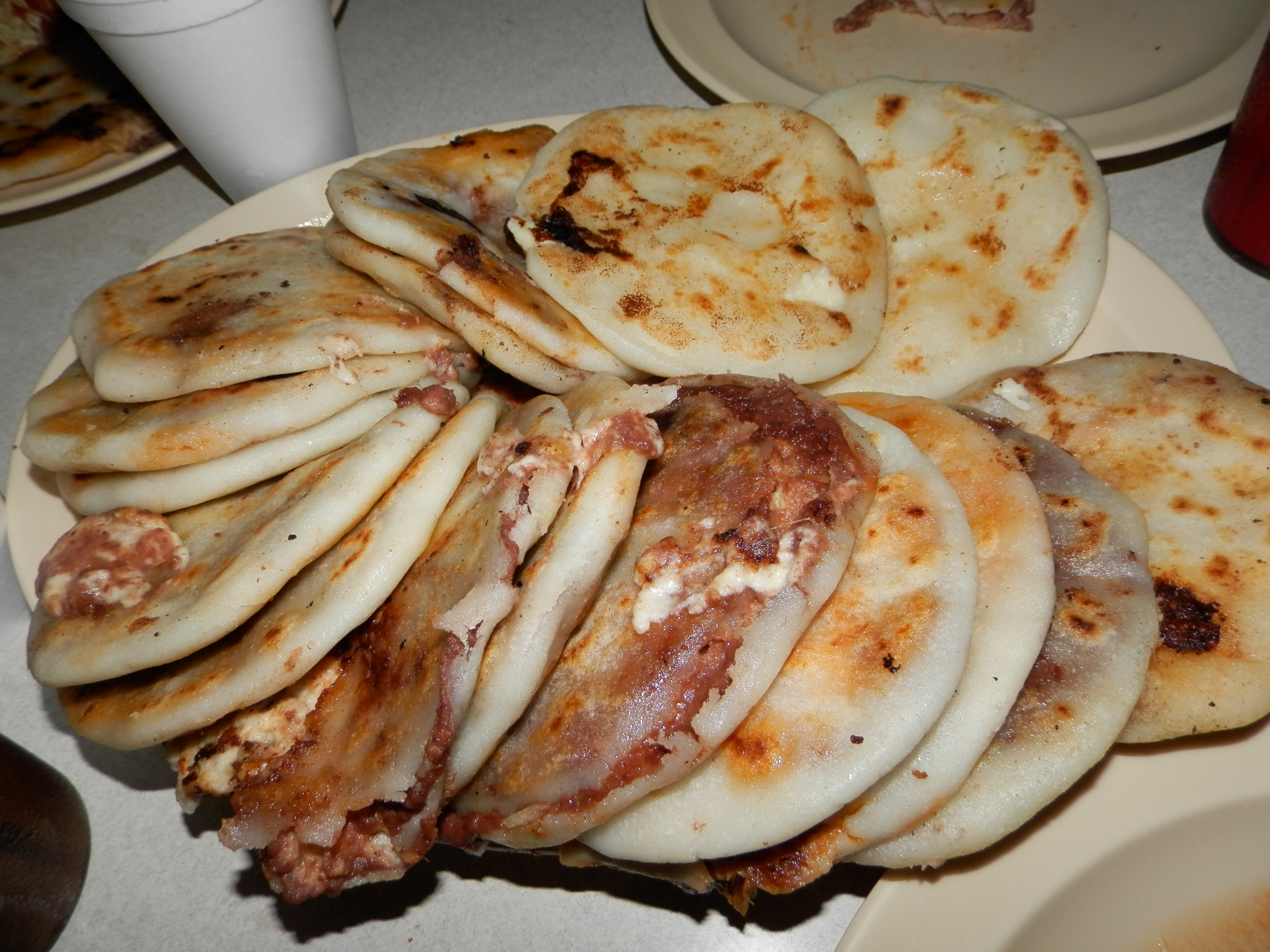

푸푸사(스페인어: pupusa)는 콜롬비아와 베네수엘라의 아레파와 비슷하게 옥수수 가루나 쌀가루로 만든 엘살바도르와 온두라스의 두꺼운 구이판 케이크 또는 플랫브레드이다. 엘살바도르에서는 이를 국가 요리로 지정했으며 이를 기념하는 특정 날이 있다. 일반적으로 치즈(예: 퀘실로 또는 로로코 새싹이 들어간 치즈), 치차론, 스쿼시 또는 튀긴 콩을 포함할 수 있는 하나 이상의 재료로 채워진다. 일반적으로 커티도(매운 발효 양배추 슬로)와 토마토 살사와 함께 제공되며 전통적으로 손으로 먹는다.

## 같이 보기
- 라틴아메리카 요리